# 19918 Stavby
19918 Stavby este o planetă minoră (asteroid), cu un diametru de 7,546 km, din centura de asteroizi. A fost descoperită pe 6 august 1977 la Mount Stromlo Observatory⁠(d) de Claes-Ingvar Lagerkvist⁠(d) și a fost numită după Stavby⁠(d). 
Obiectul prezintă o orbită caracterizată de o semiaxă mare de 2,6473789 UAi, o excentricitate de 0,13, o înclinație de 13,5446 ° în raport cu ecliptica.